# 大相撲・幕内の全取組
『大相撲 幕内の全取組』（おおずもう まくうちのぜんとりくみ）とは2004年1月12日の同年1月場所初日の翌日未明から放送を開始したNHKの大相撲ダイジェスト中継番組である。

## 概要
1959年以来テレビ朝日系列で放送されていた『大相撲ダイジェスト』が、2003年9月21日の9月場所千秋楽を最後に放送を終了したのに伴い、一場所おいて当番組が始まった。
NHKでは本場所期間中の日中に幕下、十両、幕内の取組を中心に衛星第2テレビ、衛星ハイビジョン、総合テレビで生放送してきたが、取組が行われるのは日中から夕方にかけての時間帯であるため、仕事や学校等でその時間帯に視聴できない大相撲ファン向けに、未明・早朝帯に24分の枠にまとめたダイジェスト番組を放送している。
番組では幕内の全ての取組を実況で紹介する。基本的にノーカットで取り上げるが、前半戦で長引いた取組については一部編集して放送する場合がある。また、開始当初は十両の注目の取組についても毎日1番ずつ実況で取り上げていた。

## 特殊事情時の編成対応

### 2010年7月
2010年の名古屋（7月）場所については一連の不祥事を理由として初めて生中継が取り止められたことから、その代替として場所中は総合テレビ、衛星第2、NHKワールド・プレミアムで18時台に編成される方針が示された（平日は18:30 - 18:52、土日祝日は18:10 - 18:40）。平日の18時台後半が全国放送になるのは人形劇『プリンプリン物語』（18:40までの放送）以来。なお、この対応決定に間に合わなかったためか、7月5日週に発売された週刊テレビ雑誌各誌の7月11日 - 16日分の番組表については生中継がある前提で表記されたものが掲載された。
- 総合テレビでは7月11日（参院選開票速報のため翌日早朝の再放送なし）以外は夕方の初回放送（18時台）と翌日未明の再放送の2回行われた（夕方は速報版、翌日早朝は通常版扱い）。
- 衛星第2では18時台（総合テレビと同時）のみ1回限りの放送。衛星第2で本番組が放送されるのは2005年11月場所で打ち切りとなって以来約4年半ぶりとなる。
- NHKワールド・プレミアムでは18時台（総合テレビと同時）、翌2時台、翌5時台（いずれも時間はJST）の3回行なわれた。

名古屋場所では、取組終了直後に放送という流れになるため、放送編集が大きく変わっている。それまで現場に配置していたテレビカメラの数を11台から5台に減らし、現地スタッフも3分の2に減らされているものの、取組を収録しながら編集を行う必要があるため、東京での編集要員を増やしている。解説もそれまでは生放送の実況をそのまま使われるケースがほとんどだったものの、今回は生放送がなく、ダイジェストになることを考慮したものになっている。そのため、必要以上のコメントは行わずに凝縮しているとNHK広報は答えている。なお、この放送の際には、相撲協会の置かれている現状を考慮し、敢えて空席が目立つ会場や懸賞の少ないシーンを流している。
この場所は専門解説者の出演はおらず、実況担当のアナウンサーと、番組進行・解説の担当アナウンサー1人ずつのみの出演だった。
なおこの名古屋場所以後、総合テレビのアナログ放送は2011年の地上デジタル放送完全移行を前提とした準備の一環として、レターボックス16:9のサイズで放送を行っている。

### 2011年3月
2011年春場所は大相撲八百長問題で開催自体が中止。これにより大相撲中継のみならずダイジェスト放送も中止となったためスタッフも配置されなかった。大相撲中継の担当のアナウンサーは定時のローカルニュースや他の業務に充てられ、その後2011年3月11日に発生した東日本大震災の特設ニュースで現地の中継リポート、ローカルニュース支援や安否情報（避難者名簿の紹介も含む）の担当要員に充てられた。

### 2011年5月
2011年5月の技量審査場所では大相撲中継のみならずダイジェスト放送も実施しないことが決定した。但し、NHKの各種ニュース番組で技量審査場所の注目の取り組みの映像を紹介する際、アナウンサーの実況音声も付加している。

### その他休止になる場合
- 台風、地震、津波、テロなど大規模な災害が起きたか、今後起き得る場合の臨時ニュース実施時（災害対策基本法等の規定により、最優先で放送）
- 国政選挙ないしは統一地方選挙などの大規模な選挙の開票速報実施翌日（公職選挙法の規定により、最優先で放送）
- 2011年7月15日早朝放送分は平成23年度NHK予算審議の国会中継のため休止となった。
以上のケースとなった場合は代替放送は行われず、そのまま総合テレビでの放送に関してはお蔵入りとなる。但し、大規模地震・津波・Jアラートの発令など「全波全中」で放送する必要がある場合を除き、BS1での放送についてはそのまま行われているため、完全なお蔵入りになる機会は大幅に減っている（国政選挙は2011年のBS再編により原則として開票速報が放送されなくなった）。

## 放送時間帯
表記は全て日本時間（JST）。その日の編成により放送時間が変更される場合もあり。
総合テレビジョン
初回放送
- （2009年度まで）
  - 月曜日 - 0:50-1:14
  - 火曜日 - 1:00-1:24
  - 水・木曜日 - 1:50-2:14
  - 金・土曜日 - 1:30-1:54
  - 日曜日 - 1:15-1:39

（2010年度から2014年度9月場所まで）
  - 原則として「ミッドナイトチャンネル」で行われる定時番組の再放送終了後から25分間の枠で放送。放送時間はその日の内容によって異なるが、主に1時台後半から2時台に当たることが多かった。

（再放送　過去）
2010年3月場所までは3:45-4:09（2005年9月場所よりそれまでの4:00-4:24を10分前倒し。更に2008年五月場所から5分前倒し。「ミッドナイトチャンネル」の放送が特別編成で遅れた場合は休止）に再放送も行なっていた。ただし、月曜未明と、不定期で実施（特に3月、9月）される平日の集中メンテナンスの実施日には地域によってメンテナンスによる休止となる場合もある（この番組開始時に放送を開始する局でも、放送開始映像（君が代演奏・日章旗掲揚）、またはジャンクションは番組終了後の4:28ごろから行われた）。

（2014年度11月場所から2015年3月場所）
- 原則として翌朝3:40-4:05に固定。月曜未明および不定期の平日集中メンテナンス実施日の放送開始・ジャンクション映像は番組終了後の4:13頃から放送された。

（2015年5月場所から2018年3月場所）
- 原則として翌朝3:45-4:10に固定。月曜未明と、不定期の平日の集中メンテナンスの実施日の対応は上記に同じ。

（2018年5月場所から2022年3月場所）
- 原則として翌朝3:50ｰ4:15に固定。月曜未明と、不定期の平日の集中メンテナンスの実施日はジャンクションorオープニングは2018-2020年度は3:48頃、2021年度は平日は4:33頃、土・日は4:13頃に放送されていた[注釈 5]。

（2022年5月場所から現在）
- 基点時間の繰り上げに伴い原則として翌朝3:35-4:00（土曜日分のみ日曜3:50ｰ4:15）に固定。メンテナンスによる休止となる場合は従来に同じだが、放送開始映像・またはジャンクションは当番組開始2分前の3:33頃（日曜は3:48頃）に行われる。

BS1
- 2017年7月場所から、BS1での放送を再開。平日は原則2:55 - 3:20、土・日は0:50 - 1:15に放送。スポーツ中継を放送する場合は放送時間が繰り上がることがある。
- 2019年7月場所は、ウィンブルドンの関係で全日4:05 - 4:30[1]に放送。BS1は全日0:50 - 1:15に放送。
- BS1での放送は当初午前0時台を中心に編成されたが（直前の番組時間による）、2020年頃より○○推し！・BS世界のドキュメンタリー、BSスペシャル放送後の午前1時台後半～2時台の放送が増えている。

NHKワールド・プレミアム
- 毎日 - 2:00-2:24

衛星放送（過去）
開始当初から行なっていた衛星放送（BS）でも標準画質での放送（当初は衛星第1、後に衛星第2に変更）は2005年11月場所を最後に終了し、衛星ハイビジョンの放送も2010年3月場所を最後に終了した。
2006年度は衛星ハイビジョンでは『眠れないあなたへ〜ラジオ深夜便から〜』（月2回程度）の放送があるときは1:00-1:25に放映されていた。ただし5月15日未明の五月場所中日放送分は0:00-0:24に放送された。これは、放送当日にBSデジタル全波の大掛かりなメンテナンスが実施されたためと思われる。
衛星ハイビジョンテレビでは2007年3月場所まで総合テレビ・衛星第2テレビとのサイマル中継で幕内の取組を生中継していたが地上デジタルテレビ放送でのハイビジョン普及などのため同時放送は打ち切られ、その後、大相撲放送はこの全取組のダイジェストのみであった。
2010年名古屋場所の特設放送（総合・BS-2・NHKワールドプレミアムとも）
- 平日　18時30分から18時52分（総合テレビは夕方の都道府県別（北海道は支庁別、福岡県は都市圏別）ローカルニュースを中断して放送）
- 土曜・日曜・7月19日（海の日）　18時10分から18時40分

『NHK海外ネットワーク』（土曜）、『MUSIC JAPAN』（日曜）はいずれも17時台に繰上げて放送された。
なお、平日深夜の再放送は上掲のレギュラーから5分拡大した30分の枠を取っている。平日夕方の分で放送されていない十両の取り組み結果を入れている。

## ナレーター（案内役）
2009年3月場所までは現役・OBを含め下記大相撲中継の担当アナウンサーが日替わりで担当していたが2009年5月場所以後は専属のナレーター出演が廃止され、基本的に生中継の音声をそのまま利用している。ただし冒頭・終わりで実況以外のアナウンサーによる解説はあるが、大相撲を担当しないアナウンサー（スポーツ中継担当の有無問わず）がそれをする場合もある。
なお、2010年7月場所は生中継が休止となったため、親方など専門の解説者の出演はなく、2009年3月場所とほぼ同じ形で実況を担当するアナウンサーと解説ナレーターのアナウンサーが1名ずつ担当する。
- 内藤勝人(ないとう・かつと)（主に序盤戦の出演が多かった。2019年12月死去）
- 緒方喜治(おがた・よしはる)（主に中盤戦の出演が多い）
- 石橋省三(いしばし・しょうぞう)（主に終盤戦の出演が多い）
- 青沼郁夫(あおぬま・いくお)

以下生中継の実況との兼務者
- 山口達也(やまぐち・たつや)
- 岩佐英治(いわさ・えいじ)
- 白崎義彦(しらさき・よしひこ)
- 三瓶宏志(さんべ・こうし)
- 佐藤洋之(さとう・ひろゆき)

## Grand Sumo Highlight（英訳版）
「Grand Sumo Highlight」（グランド・スモウ・ハイライト）と題し、2016年7月名古屋場所より本場所期間中の日本時間の翌日未明（当日深夜）～翌日日中にかけての1日4回（うち1回は開催翌日の幕内取り組み開催中の日本時間17時台放送）にわたり、英語翻訳したもの（ただし、生中継で使用したものとは別に新たに収録したバージョン）を、NHKワールドTVにて30分間放送している。
また本場所期間中の日曜日と、14日目の土曜日を中心に17時台（原則17:10-18:00。千秋楽のみ16:30開始）に「Grand Sumo Live」（グランド・スモウ・ライブ　生中継）が行われ、こちらは日本国内の総合テレビ向けに放送されている副音声二か国語放送の英語解説をそのまま同時に放送しており、この場合は前日のハイライト放送は3回のみとなる。
2023年1月場所現在
- 初回:開催日翌日（当日深夜）1:30-2:00
- 再放送:開催日翌日8:30-9:00、13:30-14:00、17:30-18:00（日曜日と14日目の土曜日は17時台のみ「Grand Sumo Live」を放送）
本編27分、残り3分は「Sumopedia」（相撲にかかわるトリビアなど）を放送
ほかに、本場所前に展望「Grand Sumo Preview」（単独番組）、本場所後には「NHK NEWSLINE」の解説パート「NEWSLINE IN DEPTH」でその場所の振り返りを英語解説キャスター（後者は同番組の進行役である外部ジャーナリスト・渋谷亜希、または谷中麻里衣との対談形式）が行っている。

## 音楽
- OP曲（オリジナル曲） - 2004年までは現行とは別の曲を使用
  - 2017年秋場所まで、OPにアニメーションがあり、塩を撒いて入場する、手をついて仕切る、四股を踏む、立ち合い、突っ張り合い、土俵際で無げを打つ、行司が東方に軍配を挙げる、雲竜型の横綱土俵入り、といった様子が流されていた。
  - 2017年九州場所以後は現行は、本場所地上波中継と同じ曲を使用している。またオープニングは当日の幕内の力士土俵入り、あるいは注目の力士の会場入りなど、当日の中継映像から引用している。
- NHKワールドTVの英訳版「Grand Sumo Highlight」はオープニングの専用映像がある。
- ED曲『THE JOURNEY BEGINS KYLA'S RIDE』（デヴィッド・アーカンストーン）
  - 2010年名古屋場所に関してはOP、EDともに大相撲中継と同じものが使用されている。